# FC San Francisco Masachapa
Orgánica Masachapa FC es un equipo de fútbol de Nicaragua que juega en la Segunda División de Nicaragua, la segunda categoría de fútbol en el país.

## Historia
Fue fundado en el año 2009 en la ciudad de Diriamba y en ese año se convirtió en campeón de la Tercera División de Nicaragua al vencer al Brumas FC de Jinotega y así ascender a la Segunda División de Nicaragua.
En 2011 se mudaron a la ciudad de San Rafael del Sur por problemas financieros con la intención de que la ciudad volviera a tener a un equipo de fútbol luego de que el Masachapa FC desapareciera en 2005, pero la FENIFUT solo permitió el cambio de sede si cambiaban su nombre por el de San Francisco Masachapa.
En 2017 el club venció al Deportivo Sébaco con marcador de 3-2 en el playoff de ascenso y juega por primera vez en la Primera División de Nicaragua en la temporada 2017/18.
En 2019 cambió su nombre por el de Orgánica Masachapa.
En 2023 Orgánica Masachapa logró el ascenso a la Primera División (Liga Primera) después de vencer en la Finalísima del Ascenso al Chinandega FC por un marcador global de 10-1.

## Palmarés
- Segunda División de Nicaragua: 2

Clausura 2017, Clausura 2023
- Tercera División de Nicaragua: 1

2009

## Jugadores

### Jugadores destacados
- Camphers Pérez Adolfo Dolmus[3]